# Perizoma hockingii
Perizoma hockingii är en fjärilsart som beskrevs av Butler 1889. Perizoma hockingii ingår i släktet Perizoma och familjen mätare. Inga underarter finns listade i Catalogue of Life.